# Joacaba (tiểu vùng)
Joacaba là một tiểu vùng thuộc bang Santa Catarina, Brasil. Tiều vùng này có diện tích 9065 km², dân số năm 2007 là 303705 người.